# Partulina porcellana
Partulina porcellana е вид коремоного от семейство Achatinellidae.

## Разпространение
Видът е разпространен в САЩ (Хавайски острови).